# Szápári szélerőmű
A Szápári szélerőműben jelenleg 4 db szélkerék van. Egy Szápár, kettő Csetény és egy Bakonycsernye külterületén. A dán szélerőműgyártó cég várhatóan további 55 hasonló erőművet épít Győr-Moson-Sopron és Veszprém vármegyében.
A szápári szélerőmű paraméterei: a torony magassága 80 méter, a rotorlapáttal együtt 125 méterre emelkedik a talajszint fölé. A lapátok által rajzolt kör átmérője 90 méter. A szélerőmű névleges teljesítménye 1,8 megawatt, évente 5 millió kilowattóra villamos energiát képes termelni, ami nagyjából 2400 háztartás éves áramfogyasztásával egyenlő. A szápári szélerőmű megépítése 610 millió forintba került, amelyből 122 millió forintot tett ki az állami és uniós támogatás.

## Külső hivatkozások
- Szápári szélerőműpark
- Szápári látkép szélerőművel, 2005. augusztus 5.